# Zag
Pour les articles homonymes, voir Zag (homonymie).
Zag (en tamazight ⴰⵥⴰⴳ, en arabe : الزاك) est une ville du sud du Maroc. Elle est située dans la province d'Assa-Zag, dans la région de Guelmim-Oued Noun.

## Histoire
Pendant la guerre du Sahara occidental, la garnison des forces armées marocaines défendant la ville est assiégée par le Front Polisario de décembre 1979 à mai 1980.

## Climat
Zag possède un climat désertique, qui se traduit par une aridité importante. De par sa proximité du Sahara, les précipitations sont très rares.